# Bacchis (hetär)
Bacchis, som levde under 300-talet f.Kr., var en grekisk hetär. 
Hon var ursprungligen slav till hetären Sinope, Harpalos älskarinna, som lärde upp henne till hetär. Som sådan framträdde hon ofta som flöjtspelare.  Hon blev så småningom fri och köpte så småningom själv en slavflicka som hon lärde upp till hetär, Pythionike, vilket var en vanlig historia för en hetär.  
Bacchis var en berömd hetär om vilken det berättades många historier.  Hon har fått en ovanlig skildring för en hetär då hon genomgående beskrivs som en snäll, välmenande och givmild hetär, som saknade svartsjuka och ofta besvarade sina kunders känslor om de blev förälskade i henne. Som sådan kom hon under antiken att bli en stereotyp för "den goda kurtisanen".  Enligt en berömd historia ska en tonårig klient ha blivit förälskad i hennes kollega Plangon från Miletos; när Bacchis gav honom sitt eget juvelhalsband för att betala det pris Plangon begärde, ska hon ha blivit så rörd att hon sände tillbaka halsbandet till Bacchis. 
Bacchis blev föremål för flera populära pjäser under antiken, bland dem en pjäs av Epigenes och en parodi av Sopatros av Phakos. Hon figurerar också som avsändare och mottagare i flera av Alciphrons fiktiva brev. 